# スノーフレーク (ヒガンバナ科)
スノーフレーク（学名：Leucojum aestivum）は、ヒガンバナ科の植物の1つ。和名はオオマツユキソウ（大待雪草）、別名はスズランスイセン（鈴蘭水仙）。スズランのようなベル形の花を下向きに咲かせる。1月23日、1月28日、2月5日、2月17日、3月19日、4月16日、12月19日の誕生花でもある。

## 特徴
ヨーロッパ中南部原産。多年草。花期は春で白いスズランのような花が咲く。花弁の先端には緑の斑点がある。秋植の球根草である。スイセンやスズラン、ヒガンバナと同じく有毒。スノーフレークの種子には、アリを引き付ける物質が含まれている。
分類上の位置は変遷があり、クロンキスト体系ではユリ科、新エングラー体系ではヒガンバナ科とされていた。似た名前で同時期に咲くものにスノードロップ（マツユキソウ） (Galanthus nivalis) という球根草もある。秋咲きのものもあり、アキザキスノーフレーク（Acis autumnale）がある。かつてはスノーフレーク属に分類されていた。